# Николет Ший
Николет Ший (на английски: Nicolette Shea) е американска порнографска актриса, еротичен модел, танцьорка и стриптизьорка.

## Биография
Николет Ший е родена на 18 юли 1986 г. в Сакраменто, Калифорния, САЩ.
През 2011 г. тя започва кариерата си като еротичен модел, като става известна с това, че става „Playboy Cyber Girl“ на месеца през 2011 г. По-късно започва работа като танцьорка в нощни клубове, а през 2017 г. дебютира като актриса във филм за възрастни.
В телевизията тя работи по поредицата „Playboy Plus: Pretty in Pink Vol. 2“, по телевизионния канал „Playboy“. През 2017 г. тя се прехвърля в американската порно-индустрия, където снима секс сцена във филма „Flixxx: Angela and Nicolette Get Wet“, от студиото „Dixital Playground“. По-късно същата година тя работи с порно звездата Кейран Лий във филма на „Brazzers Network“ „Don't Bring Your Sister Around Me“.
Към юли 2019 г. се е снимала в повече от 100 филма. През 2019 г. получава няколко номинации за награда AVN и XBIZ, включително за „Най-добра млада актриса“.